# Platanthera chiloglossa
Platanthera chiloglossa är en orkidéart som först beskrevs av Tang och Fa Tsuan Wang, och fick sitt nu gällande namn av Kai Yung Lang. Platanthera chiloglossa ingår i släktet nattvioler, och familjen orkidéer. Inga underarter finns listade i Catalogue of Life.